# Hurrikan Humberto (2007)
Hurrikan Humberto war der achte benannte tropische Wirbelsturm und dritte Hurrikan der atlantischen Hurrikansaison 2007. Humberto bildete sich am 12. September 2007 im nordwestlichen Golf von Mexiko und entwickelte sich schneller als jeder andere bekannte tropische Wirbelsturm im atlantischen Becken seit Beginn der Wetteraufzeichnungen. Das System bildete sich sehr nahe der texanischen Küste und unterlief eine rapide Intensivierung. Der Sturm traf am frühen 13. September mit Windgeschwindigkeiten um 150 km/h auf High Island. Nachdem der Sturm sich über Land befand, schwächte er sich stetig ab und begann sich am 14. September über dem Nordwesten von Georgia aufzulösen, als er unter Einfluss einer sich annähernden Kaltfront geriet. Humberto war der erste Hurrikan, der seit Hurrikan Wilma während der atlantischen Hurrikansaison 2005 die Vereinigten Staaten getroffen hat. Der Schaden durch Humberto war verhältnismäßig gering. Er belief sich auf etwa fünfzig Millionen US-Dollar.

## Sturmverlauf

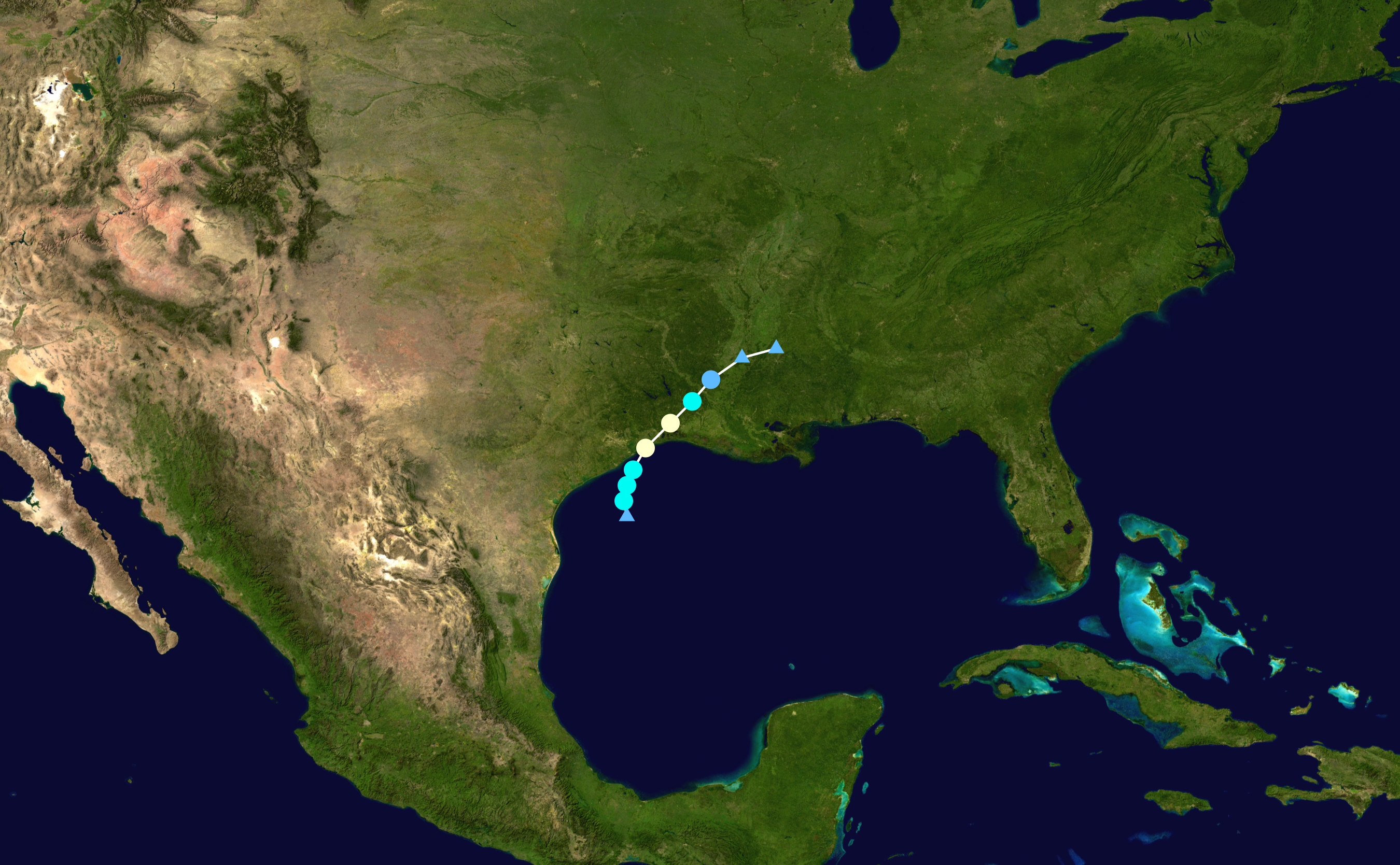
Zugbahn von Humberto

Humberto bildete sich aus den Resten eines frontalen Troges, der am 5. September von Florida aus in den Golf von Mexiko gelangte. Die Kombination von einem schwachen Trog an der Oberfläche und einem Tief in der Höhe produzierte schlecht ausgebildete Schauergebiete und Gewitter zwischen dem Westen Kubas und dem östlichen Golf von Mexiko. Das System wanderte langsam west-nordwestwärts und ungünstige Windscherung verhinderte anfänglich die Entwicklung. Gegen Abend des 11. Septembers wurden die Bedingungen günstiger, und am nächsten Morgen hatte die Konvektion über dem Tiefdruckgebiet zugenommen. Am westlichen Ende eines Hochdruckrückens in mittlerer Höhe wendete sich das System langsam nordwestwärts und entwickelte sich rasch. Radaruntersuchungen ergaben eine Lose Bandstruktur und die Daten von Messbojen deuteten auf eine geschlossene Zirkulation an der Oberfläche hin. Aufgrund dieser Beobachtungen klassifizierte das National Hurricane Center das System als Tropisches Tiefdruckgebiet Neun, etwa 100 km südöstlich von Matagorda, Texas.
Zu diesem Zeitpunkt wurde angenommen, dass das Tiefdruckgebiet sich zu einem tropischen Sturm entwickeln würde, der mit Windgeschwindigkeiten um 75 km/h seine größte Stärke erreichen würde. Innerhalb von drei Stunden nach der Bildung intensivierte das Tiefdruckgebiet zum Tropischen Sturm Humberto. Mit seinem kleinen Kern fuhr Humberto fort, sich rasch zu organisieren und drehte nach Nord-Nordost. Die Radarauswertungen deuteten zu Beginn des 13. September auf die Bildung eines Auges hin. Aufgrund eines Aufklärungsfluges wurde Humberto um 5:15 Uhr UTC zu einem Hurrikan hochgestuft, als sich das Zentrum des Sturmes nur etwa 20 km vor der Küste von Texas befand. Etwa zwei Stunden später überquerte das Sturmzentrum des Hurrikans bereits die Küste einige Kilometer östlich von High Island, Texas. Der Hurrikan unterhielt zu diesem Zeitpunkt ein gut ausgebildetes Auge mit einer starken Konvektion. Ein Flug der Hurricane Hunter ergab zwei Stunden nachdem Humberto die Küste erreicht hatte andauernde Windgeschwindigkeiten von 140 km/h. (Die Nachanalyse ergab später, dass die Windgeschwindigkeit noch etwas höher lag, bei etwa 150 km/h.) Bereits bei ihren operativen Schätzungen der Windgeschwindigkeiten stellte das National Hurricane Center fest, dass „kein tropischer Wirbelsturm in den historischen Aufzeichnungen jemals diese Intensität in einem schnelleren Tempo kurz vor Auftreffen auf das Festland erreicht hat“. Der Pfad des Auges führte über Port Arthur, Nederland, Port Neches, Groves und Bridge City in Hurrikanstärke. Humberto war erst das zweite Mal (nach Hurrikan Rita am 24. September 2005), dass diese Städte das Auge eines Hurrikans gestreift hat. Acht Stunden später, als Humberto über die Staatsgrenze nach Louisiana wanderte, hatte sich Humberto zu einem tropischen Sturm abgeschwächt. Stärker werdende Windscherung verursachte über Land eine rasche Abschwächung des Sturmes und am Abend des 13. Septembers war Humberto nur noch als tropisches Tiefdruckgebiet eingestuft. Bei der letzten Warnung, die das National Hurricane Center zu Humberto ausgab, wurde festgestellt, dass das Resttief möglicherweise sich südwärts zurück in den Golf von Mexiko wendet. Der Sturm setzte seinen Weg allerdings in nordöstlicher Richtung durch die Südweststaaten fort und am 14. September begann Humberto über dem Nordwesten von Georgia mit der Auflösung in ein nichttropisches Tiefdruckgebiet.

## Vorbereitungen

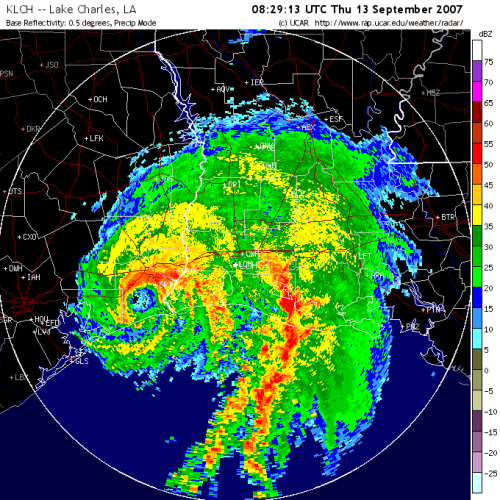
Radarbild von Hurrikan Humberto beim Erreichen der texanischen Küste

Als sich das System zu einem tropischen Wirbelsturm entwickelte, gab das NHC Sturmwarnungen für die Küste zwischen Port O’Connor und Cameron aus und Vorwarnungen für den Abschnitt zwischen Cameron und Intracoastal City, Louisiana; nachdem Humberto zum tropischen Sturm hochgestuft war, wurde die Vorwarnung in eine Warnung geändert. Nachdem der Sturm Hurrikanstatus erreichte, modifizierte das NHC seine Warnungen. Die Hurrikanwarnung galt für die Küste zwischen High Island, Texas und Cameron, Louisiana. Für mehrere Parishs im Südwesten Louisianas wurde eine Warning vor einem tropischen Sturm im Binnenland erteilt. Das Storm Prediction Center des National Weather Service gab Tornadowarnungen für die südwestliche Parishs von Louisiana aus. Die Warnungen wurden alle aufgehoben, als sich Humberto zum tropischen Sturm abschwächte. Bevor der Sturm an Land zog, forderten die Behörden im Calcasieu Parish die Einwohner niedrigliegender oder flutgefährdeter Gebiete auf, sich an einen sichereren Ort zurückzuziehen. Eine Notunterkunft wurde in Lake Charles geöffnet, wo sich während des Sturms 29 Personen einfanden. Hochwasserwarnungen wurden für Teile von Mississippi und Louisiana ausgelöst, als der Zyklon durch die Region zog.
Vor dem Auftreffen des Wirbelsturmes auf die Küste veranlasste der texanische Gouverneur Rick Perry, dass staatliche Stellen in Bereitschaft waren, um den eventuell betroffenen Gebieten zu helfen. Er setzte 200 der Texas Military Forces in Bereitschaft. Zu Rettungsmaßnahmen wurden sechs UH-60 Black Hawk und zwei Wasserrettungsteams bereitgestellt. Schon kurz nach Bildung des Wirbelsturmes wurde ein Krisenstab gebildet.

## Auswirkungen

### Texas

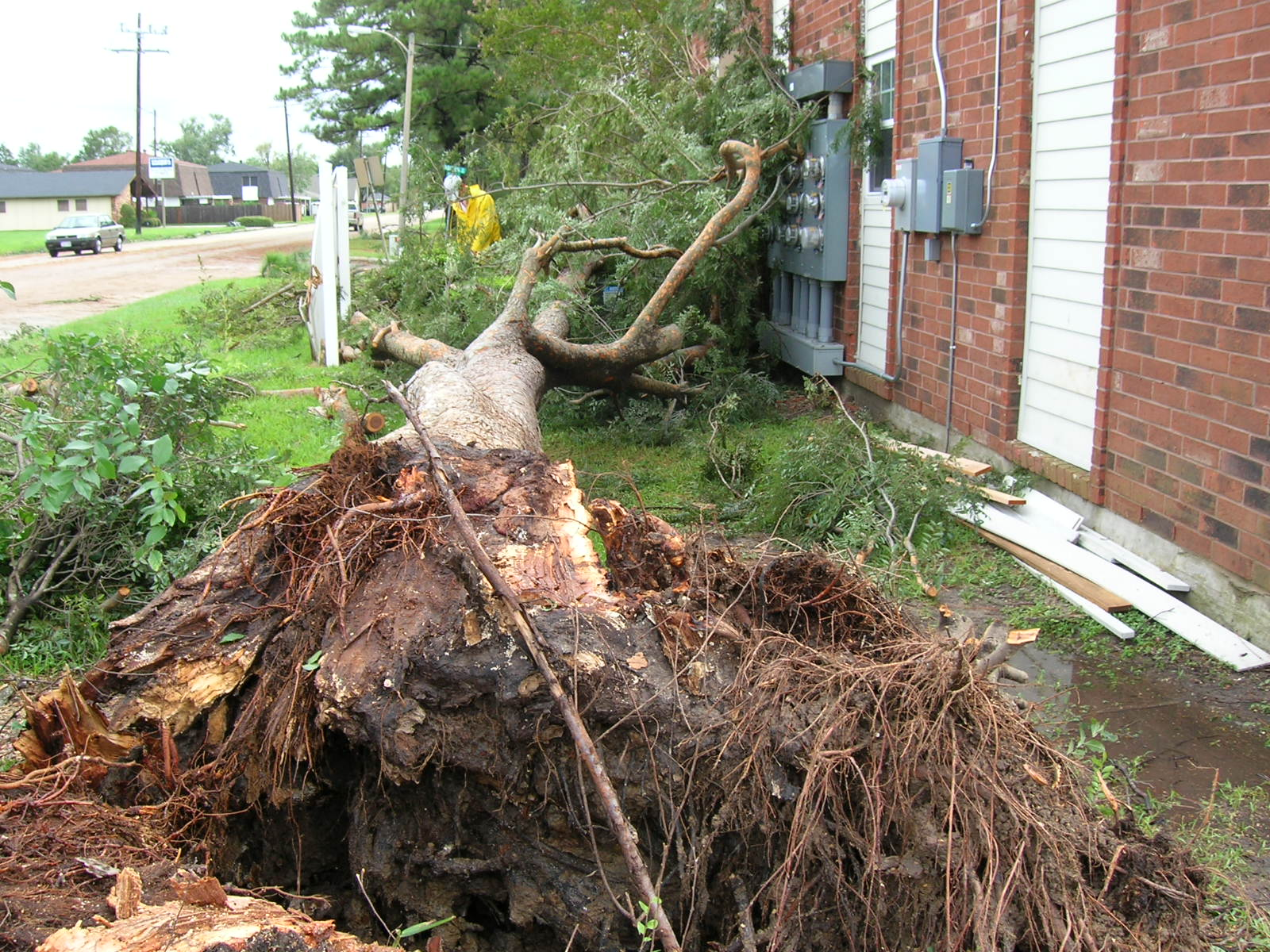
Umgestürzte Bäume verursachten häufig Stromausfälle im südöstlichen Texas

Bereits einige Stunden, bevor das System sich zu einem tropischen Tiefdruckgebiet entwickelte, zogen dessen äußere Regenbänder über Teile der texanischen Küste. Starker Regen von intensiven Gewittern führte in den folgenden Tagen zu geringeren Überflutungen, als die Regenbänder die Küste überquerten; die höchste Niederschlagsmenge im Zusammenhang mit Hurrikan Humberto wurde mit 358,9 mm in East Bay Bayou, Texas gemessen. Die andauernden Winde erreichten an Land ihre höchste Geschwindigkeit mit 110 km/h im Sea Rim State Park, wo einige Böen um 135 km/h erreichten; der National Weather Service schätzt, dass Böen im südwestlichen Jefferson County und im äußersten Südosten des Chambers Countys 145 km/h überschritten. Bevor der Sturm landgebunden wurde, führte er zu einer leichten Sturmflut, die ihren höchsten Wert mit 0,87 m über Normal am Rollover Pass erreichte; die Kombination von Sturmflut und Wellen führten örtlich zu leichter Küstenerosion.
Im Galveston County zerstörte Humberto zehn Häuser, weitere 19 wurden schwer in Mitleidenschaft gezogen; durch unterbrochene Straßenverbindungen waren rund 5000 Haushalte von der Außenwelt abgeschnitten. Da der Boden mit Feuchtigkeit gesättigt war, entwurzelten die Starkwinde viele Bäume und rissen damit entlang der Zugbahn des Sturmes viele Stromleitungen herunter, mindestens fünfzig Hochspannungsmasten hielten der Naturgewalt nicht stand und stürzten um oder wurden schwer beschädigt; für mehr als 120,000 Abnehmer im Orange County und im Jefferson County war die Energieversorgung unterbrochen. Beide Countys waren auch von Überflutungen betroffen, In Beaumont standen etwa 20 Häuser unter Wasser. Auch Straßen wurden überflutet. Der Durchzug des Hurrikans verursachte einen Todesfall; in Bridge City wurde ein Mann getötet, als sein Carport auf ihn stürzte. Die Sachschäden wurden auf etwa fünfzig Millionen US-Dollar geschätzt.
Die Benzinversorgung wurde durch Humberto gebremst, da mindestens vier Erdölraffinerien – die Anlage von Valero in Port Arthur sowie die Anlagen von ExxonMobil, Total S.A. und Motiva Enterprises LLC in Beaumont – wurden wegen eines Energieausfalls angehalten. Der Rohölpreis stieg am 12. September deswegen auf den damaligen Rekordwert von 80,09 US-Dollar pro Barrel. Der Preis für Erdgas-Futures stieg vor dem Sturm um acht Prozent, gab aber am folgenden Tag zum größten Teil wieder nach.

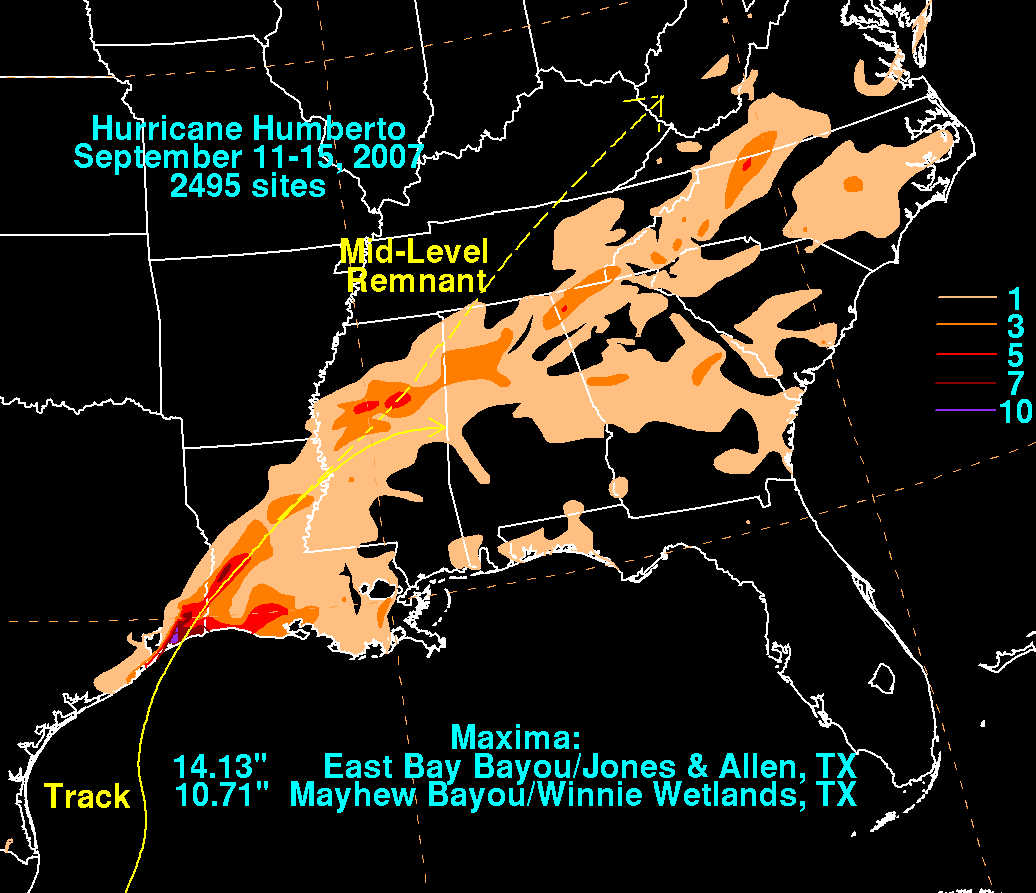
Humberto's rainfall

### Louisiana und Südoststaaten
Durch Louisiana zog Humberto als sich abschwächender tropischer Sturm. Im Südwesten erreichte der andauernde Wind mit etwa 60 km/h am Calcasieu Pass seinen Höchstwert. Die Spitzenböe wurde mit rund 70 km/h gemessen, obwohl es eine inoffizielle Messung von 90 km/h aus Vinton gibt. In dem Bereich fiel teils heftiger Regen, der sich in DeRidder auf 210 mm summierte. Der Regen führte zu leichtem Hochwasser; der Vermilion River etwa erreichte in Lafayette einen Stand von 0,29 m über der Hochwassermarke. In Louisiana war die Sturmflut gering; sie erreichte in Cypremont Point einen Stand von 0,65 m über normal. In Louisiana wurde keine Küstenerosion festgestellt.
Der Regen führte im Beauregard Parish zu Überflutungen und zu einigen Straßensperren im Bundesstaat, darunter U.S. Highway 171 sowie einige State Routes. Vereinzelt wurde Sturmschaden gemeldet, insbesondere an der Grenze zu Texas, wobei zumeist Bäume umstürzten und Stromleitungen heruntergerissen wurden. Letzteres führte zum Stromausfall für etwa 13.000 Abnehmer im Südwesten von Louisiana.
Nachdem die geschlossene Zirkulation zerfallen war, lösten dessen Reste mehrere Tornados in South Carolina und auch in North Carolina aus, wo vor allem drei Countys in der Mitte des Bundesstaates betroffen waren, die jedoch ohne Verletzungen abliefen.
Weil der Schaden durch Hurrikan Humberto gering war, wurde der Name nicht von der Liste der Namen tropischer Wirbelstürme gestrichen und wird während der atlantischen Hurrikansaison 2013 wiederverwendet.